# パンアメリカン航空103便爆破事件
パンアメリカン航空103便爆破事件（パンアメリカンこうくう103びんばくはじけん）は、1988年12月21日に発生した航空機爆破事件である。通称ロッカビー事件、パンナム機爆破事件。
リビア政府の関与の下で実行されたテロ事件として国際問題となり、被害を受けたパンアメリカン航空（パンナム）がその後に経営破綻する遠因にもなった。

## 航空機と乗務員

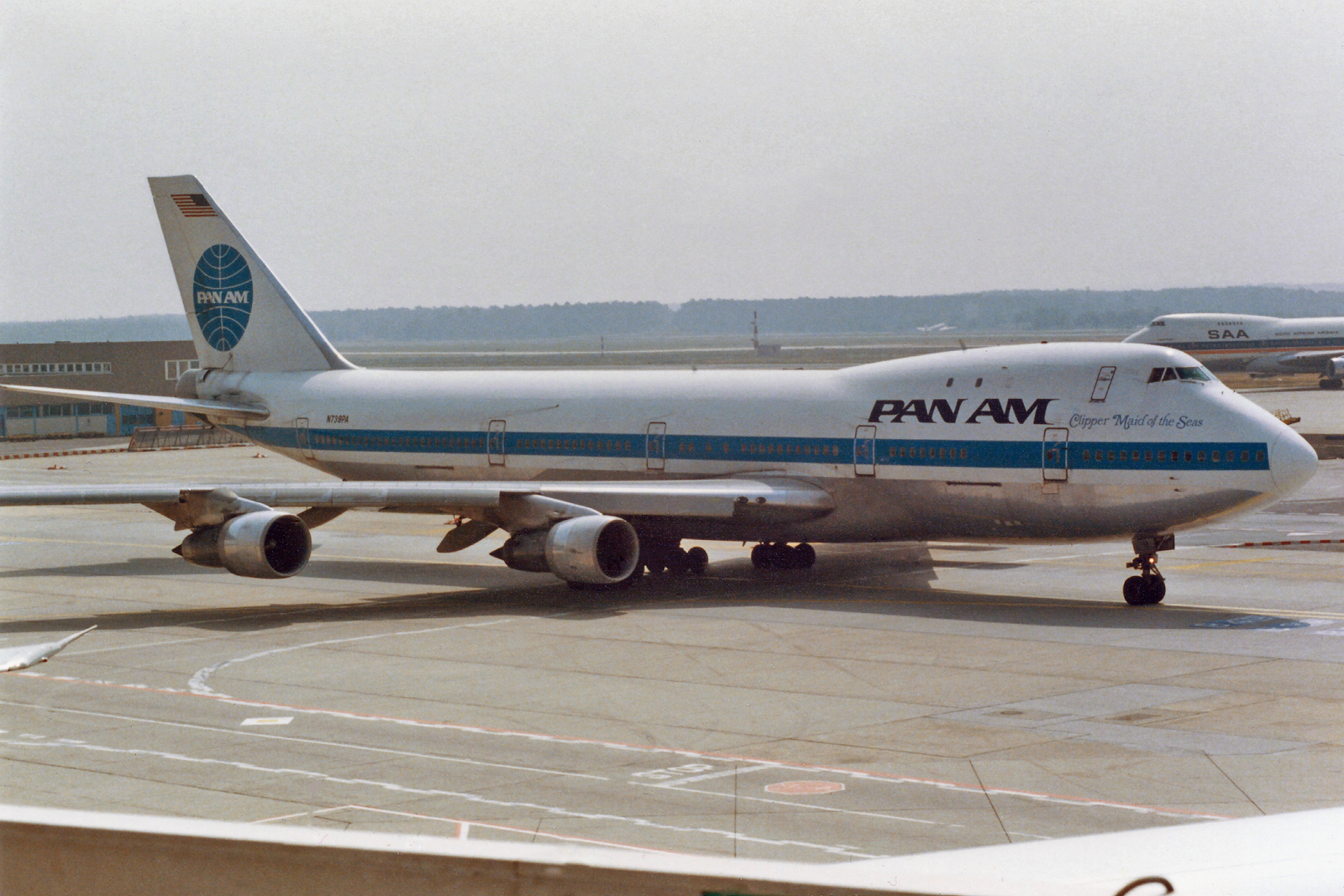
当該機のボーイング747（N739PA）

- コールサイン：クリッパー 103（CLIPPER 103）
- 運航乗務員（パイロット）：3名（JFKを拠点としている）
  - 機長：ジェームス・ブルース・マックウォーリー（55歳・無線担当）
    - 機長の総飛行時間：11,000時間（内747は約4,000時間）

  - 副操縦士：レイ・ワグナー（52歳・操縦担当）
    - 副操縦士の総飛行時間：約12,000時間（内747は約5,500時間）

  - 航空機関士：ジェリー・ドン・アヴリット（46歳・1980年のナショナル航空とパンナムの合併により転職）
    - 航空機関士の総飛行時間：約8,000時間
- 客室乗務員：13名
- 乗客：243名

## 事件の経緯

### ロンドンでの機材変更
1988年12月21日、パンアメリカン航空103便は、西ドイツのフランクフルトからイギリスのロンドンとニューヨークを経由してデトロイトへ向かうフライトプランで運航されていた。
ただし、フランクフルトからロンドンまではボーイング727で、パンアメリカン航空のハブ空港であるロンドンでボーイング747-100 「Clipper Maid of the Seas」（海の乙女号）に機材変更されることになっていた。
ロンドンからの便には、フランクフルトから来たボーイング727から引き続き103便に乗る乗客47名と乗員2名に、ロンドンから搭乗する196名の乗客と乗員14名が加わった。またボーイング727からの貨物はノーチェックでボーイング747に搭載された。103便は予定より30分遅れて1時間30分のトランジットの後にヒースロー空港を離陸した。

### 爆破

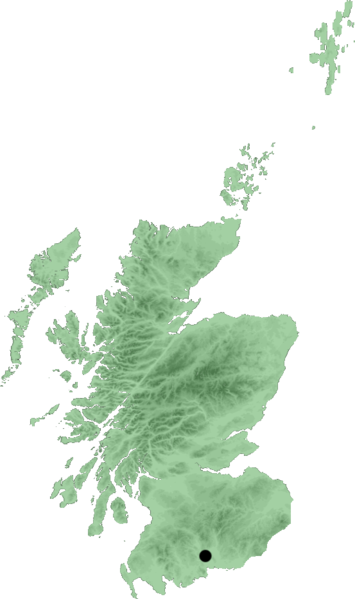
ロッカビーの位置（黒点で表示、スコットランド）

103便がヒースロー空港を離陸してから40分後の現地時間午後7時3分頃、スコットランド地方のロッカビー上空31,000フィート（約9,400m）を飛行中に、前部貨物室に搭載されていた貨物コンテナが爆発し、機体が空中分解した。機体の残骸は広い範囲に飛散したが、両翼と中央胴体部分がロッカビー村の居住区に落下し、民家を巻き込んで大爆発して長さ47m、深さ9mの大きな陥没跡を残した。
その結果、同機に搭乗していた乗員16名・乗客243名全員に加え、住民11名も巻き込まれ、計270名が死亡した。乗客にはロンドン在住の日本人（当時26歳）も含まれていた。空中爆発および燃料の引火により、犠牲となった乗客のうち10人と住民11人はついに発見できずに終わった。運航乗務員、客室乗務員、そしてファーストクラスの一部の乗客はシートベルトを着用したまま発見された。検視官によると事故直後に客室乗務員1人が農家の妻に発見されるも、助けを呼ぶ前に死亡したようで、他にも生存者がいたとされる。
事故捜査が始まった当初、103便の機材は就航して約19年（1970年2月15日就航）になる経年機だったことから、経年劣化による空中分解が疑われた。しかし、103便の航空貨物コンテナのレールが墜落から程なくして発見されると、そのレールの損傷が爆弾の炸裂によるものだったことが明らかになる。

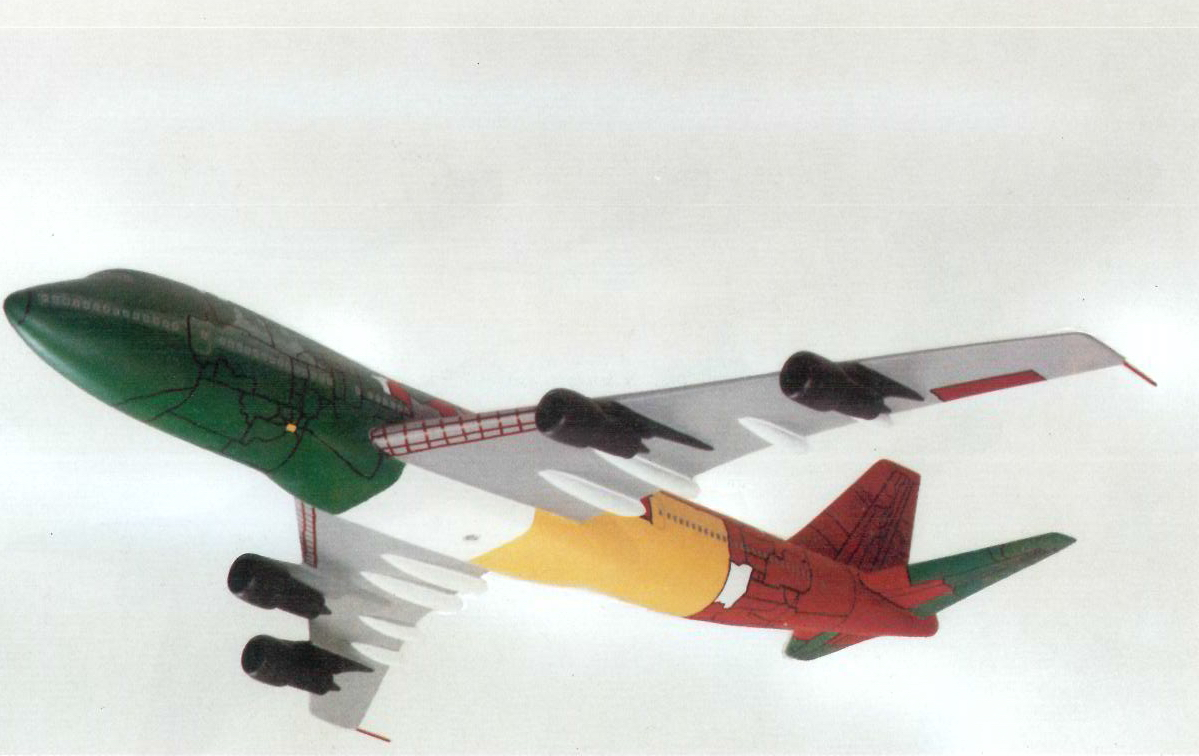
103便の胴体・尾部の破断線および部品の地上落下位置を示したAAIBモデル
緑-墜落現場の南部
赤-墜落現場の北部
灰-墜落現場のクレーター
黄-ローズバンク(ロッカビー)
白-未回収

爆発は機体前方の貨物室にあった航空貨物コンテナの下部で発生していた。もし30分の遅れがなく、フライトプラン通りに運航されていれば、103便は大西洋上空で爆発していたはずであった。爆発の原因はプラスチック爆薬の一種セムテックスを用いた時限爆弾の爆発によるもので、日本製のラジオカセットレコーダーに偽装されスーツケースの中に隠されたうえで、機内に貨物として積み込まれていたものであった。
機体の残骸にこの爆弾に使用されていたラジカセの基板が突き刺さっていたが、ラジカセを包んでいたとされる衣服の特徴的な繊維から、衣服がマルタ島で販売されていたことが判明した。そこからアメリカとマルタの捜査当局による捜査が行われ、スーツケース（と爆弾）の足取りと所有者が判明した。

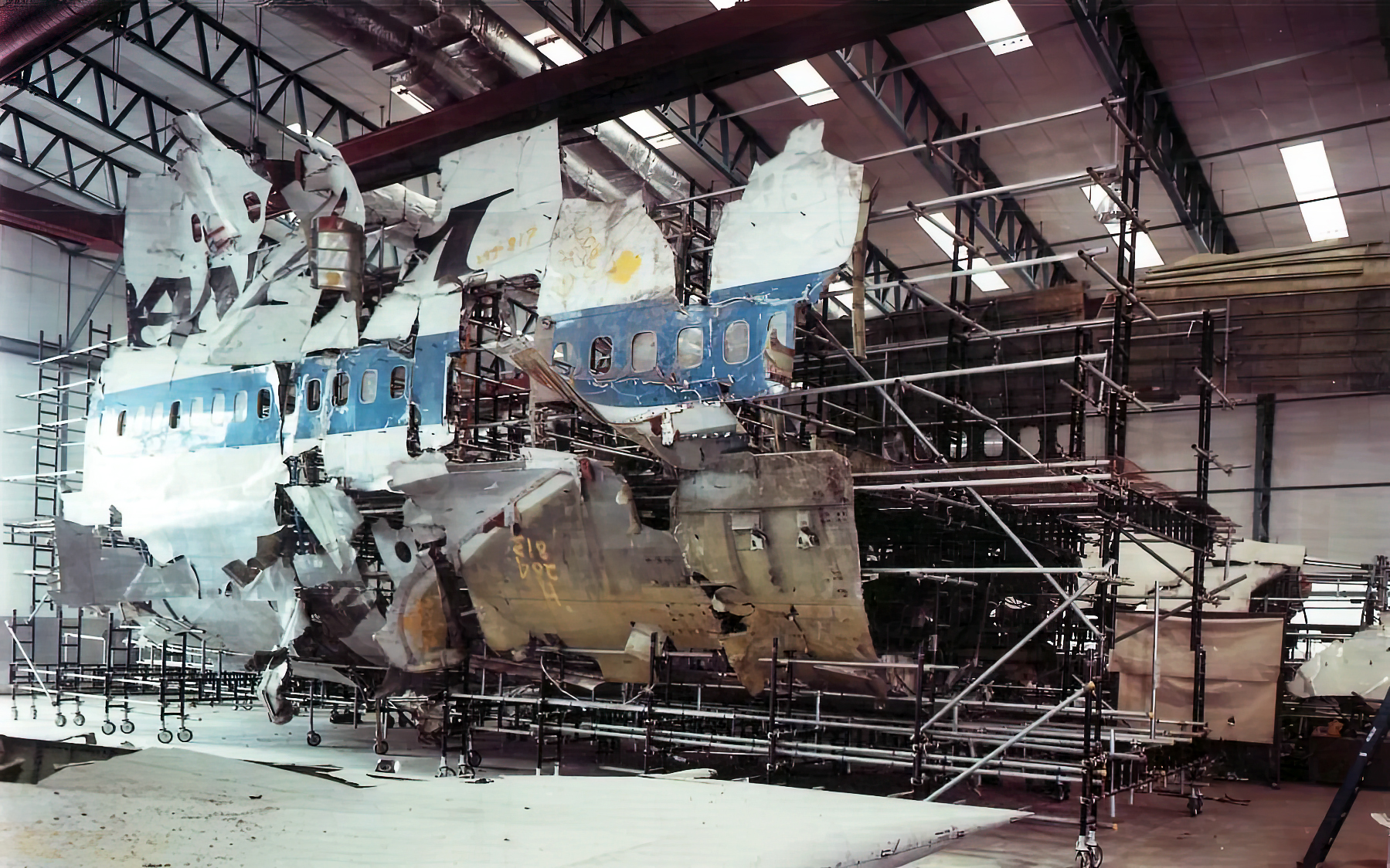
復元された機体
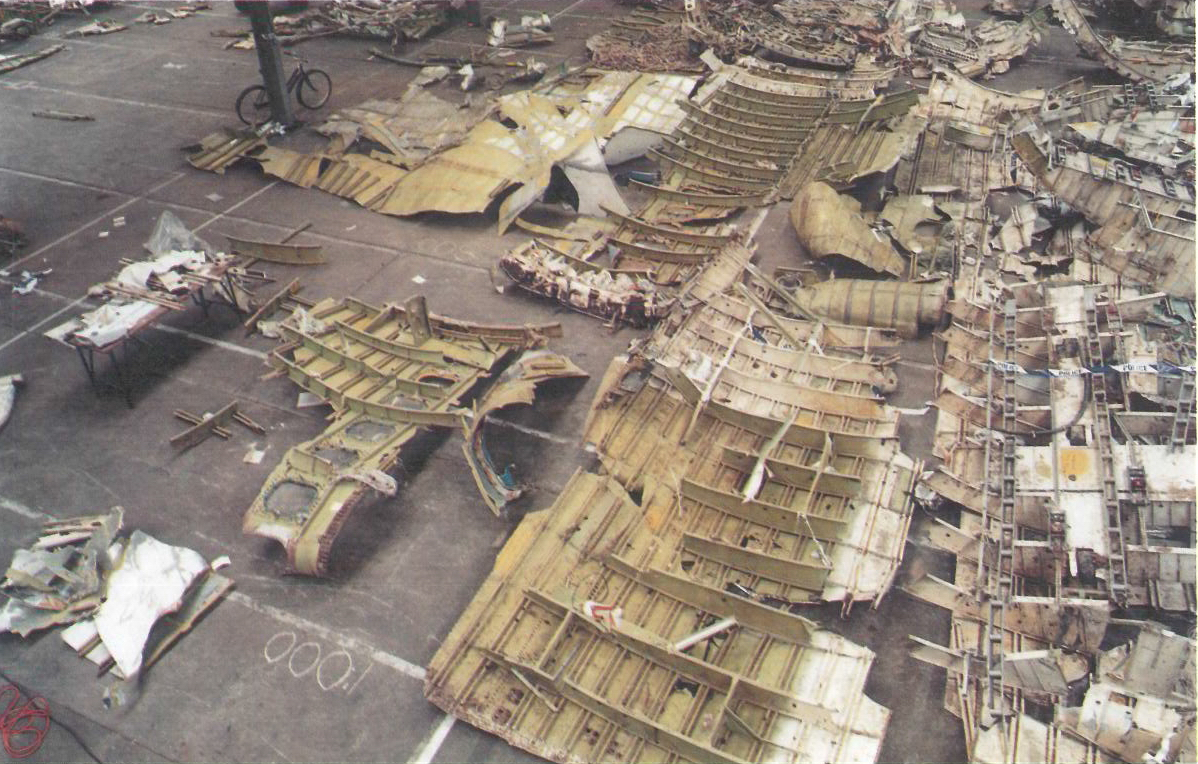
分解された窓枠部分

### リビアの関与

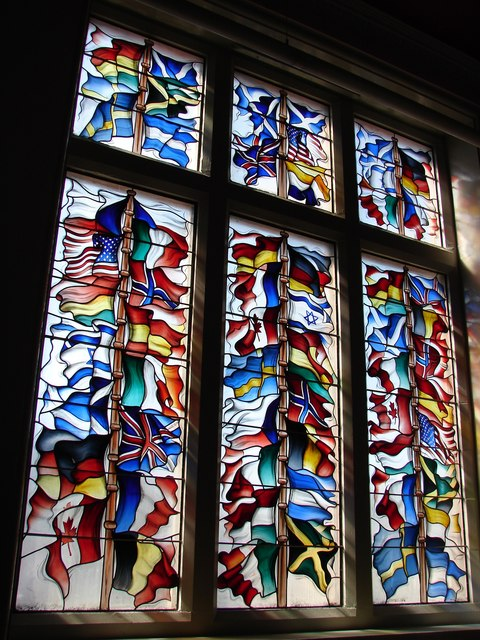
ロッカビー市役所内にある犠牲者を追悼するステンドグラス

当初、アメリカ当局は同年7月にアメリカ海軍のイージス巡洋艦「ヴィンセンス」がイラン航空のエアバスA300をイラン空軍の戦闘機と誤認して撃墜したイラン航空655便撃墜事件に対する、イラン政府による報復行為ではないかと疑っていた。また、103便の事件が発生する数ヶ月前、ドイツでは航空機爆破を計画していたパレスチナ人のテロリストグループが逮捕されており、パレスチナ人によるテロが行なわれた可能性も疑われた。さらに、サウジアラビアの新聞社にはイスラム原理主義を名乗る悪戯の犯行声明が届いた。この他にもIRAが犯人として疑われた。
調査が進むうち、残骸から発見されたタイマーの製造元が分かり、その会社が製造したタイマーは全てリビアへ売られたことが判明した。さらに、爆弾を入れたスーツケースに入っていた服を売っていた店がマルタにあることが判明し、その従業員の証言から買ったのが「リビア訛りの強い男」と特定されるに至る。
このことから、リビア人のアブドゥルバーシト・アル・メグラヒとアル＝アミーン・ハリーファ・フヒーマの2人が容疑者として浮上した。彼らはリビアの情報機関に所属しており、アメリカによる1986年4月15日のトリポリをはじめとするリビア爆撃に対する報復としてこの事件を起こしたとされる。皮肉なことにリビアの空爆はリビア当局のテロ行為支援に対する報復という名目であったため、「テロに対する報復」がさらなる「テロによる報復」を生じさせていた。
事件で使われた爆弾は、パンアメリカン航空のボーイング727がマルタの空港に着陸した際に積み込んだといわれているが、この点は後の裁判でも争点になっており、詳細はわかっていない。一説ではマルタ航空機がフランクフルト国際空港まで運んだ航空貨物であったという説もある。また、2週間前にフィンランドのヘルシンキにあるアメリカ大使館に犯行を予告する電話があったが、航空当局に通報されたにもかかわらず、「航空会社の経営へ悪影響を及ぼす」ということと、「テロリストを利するだけ」という理由から無視されていた。そのため、一般には何の警告もなされていなかった。
2011年2月23日のスウェーデンの新聞（電子版）の報道によれば、ムスタファー・アブドゥルジャリール前司法書記（法務大臣に相当。後にリビア国民評議会議長）がカッザーフィが命令したと証明できると証言している。ただし証拠を示していないため、事実かどうかを確認できないままにある。
2022年12月11日、米司法省は、爆弾製造に関与した疑いで訴追していた元リビア情報機関員のアブアギラ・マスウドを拘束したと発表した。ワシントンD.C.の連邦裁判所で審理が行われる予定。

## リビアの動向
リビアは当初、容疑者らの引渡しを拒否したため、国際連合安全保障理事会は1992年1月21日に容疑者の引渡しを求める決議731を採択。しかし、リビアの最高指導者であるムアンマル・アル＝カッザーフィー（カダフィ）は「容疑者はリビアの国内で裁判中である」ことを理由に容疑者の引き渡しを拒否し続けたため、国連安全保障理事会は1992年に、リビアに対し制裁を目的とした決議748を採択、翌年1993年にはこれを強化する決議883を採択した。
リビアはその後、相次ぐ制裁により態度を軟化させ、容疑者引渡しに合意。1999年4月5日、首都トリポリで国連代表に2人を引き渡した。さらに2003年には、遺族に対する総額27億ドルの補償金支払いも約束。補償金支払いを約束した時点では、リビア政府が事件への直接関与したのではなく、リビアに属する公務員の違法行為による責任をリビア政府が負う、という形で国家責任を認めるというものであった。しかし、後にアメリカの圧力を受けて撤回し、政府の直接責任を認めている。

## 裁判

### 国際司法裁判所の判決
1992年、リビアは、アメリカの制裁措置がモントリオール条約違反であるとして、国際司法裁判所に対し制裁措置をやめるよう仮保全命令を出すことを求めて提訴した。しかし、国際司法裁判所は安保理決議がモントリオール条約に優先し、リビアは決議の実施を怠っている、としてリビアの請求を棄却した。
この判断は、国際連合憲章103条によって「国際連合憲章に基づく義務とその他の国際法に基づく義務が抵触する場合、国連憲章に基づく義務が優先する」ことが規定されているからである。また、国連憲章25条によって、「国際連合加盟国は安全保障理事会の決定を受諾・履行することに同意」している。

### 容疑者に対する刑事裁判
その後、長期間の交渉や仲介が重ねられた結果、リビアの態度の軟化もあって、容疑者を第三国であるオランダ国内において、同国内の駐留米軍基地にスコットランド租借地を設け（裁判のための特別の租借）、そこに特別法廷を設置してスコットランド法（英米法ではなく大陸法のため）に基づき裁判する、という異例の解決策が図られることになった。
これに基づき、先述の通りリビアは容疑者を引き渡し、裁判が行われた。その結果、2001年1月31日にメグラヒに終身刑、フヒマには証拠不十分として無罪の判決が下されている。フヒマは帰国、メグラヒはその後控訴したが棄却され、2001年6月よりスコットランドにて服役中だったが、余命3か月の末期の前立腺がんと診断され、2009年8月20日に温情措置で釈放されて帰国。2011年リビア内戦によりカッザーフィー政権が事実上打倒された直後の2011年8月28日には危篤状態にあると報じられ、2012年5月20日に自宅で死亡した。

### パンアメリカン航空に対する刑事裁判
爆破犯と事件の背景は判明したものの、このことからパンアメリカン航空が「搭乗していない者の荷物を載せて運航した」ということになり、旅客と荷物の一致という原則に反して荷物検査を怠っていたことが判明した。そのためパンアメリカン航空の幹部も刑事訴追されて有罪判決を受け、これがパンアメリカン航空の経営破綻の遠因にもなった。

## 映像化
- メーデー!:航空機事故の真実と真相 第6シーズン第2話「Lockerbie」
- ロッカビー:パンナム103便爆破事件（英語版）